# Великий Александров
Великий Александров (укр. Великий Олександрів) — село в Виньковецком районе Хмельницкой области Украины.
Население по переписи 2001 года составляло 989 человек. Почтовый индекс — 32508. Телефонный код — 3846. Занимает площадь 5,226 км². Код КОАТУУ — 6820681001.

## Местный совет
32508, Хмельницкая обл., Виньковецкий р-н, с. Великий Александров